# Robert Brown (acteur)
Robert James Brown (Swanage, 23 juli 1921 – aldaar, 11 november 2003) was een Engelse acteur die onder meer M speelde in vier James Bondfilms. Zijn debuut als M maakte hij in 1983 in Octopussy. Hij volgde daarmee Bernard Lee op, die in 1981 overleed. Op zijn beurt werd Brown in 1995 opgevolgd als M door Judi Dench in GoldenEye. In 1977 had hij overigens al eerder een rol gespeeld als admiraal Hargreaves in de Bondfilm The Spy Who Loved Me.
Voordat Brown echt bekend werd door zijn rol in de Bondfilms, had hij vanaf 1949 een lange carrière als een bijrol-acteur in films en series.  Zo was hij te zien als Gurth, de schildknaap van de dappere ridder Ivanhoe, gespeeld door Roger Moore in de tv-serie Ivanhoe. Eerder had Brown ook al een kleine, niet op de aftiteling voorkomende, rol in de gelijknamige film Ivanhoe uit 1952. Ook een onvermelde rol had hij als de kombuis-meester in Ben-Hur. Vanaf 1965 had hij de rol van de fabrieksarbeider Bert Harker in de BBC soap The Newcomers. Maar ook verschillende bijrollen in bekende series als The Saint en The Avengers.

## Filmografie
Robert Brown heeft in vijf James Bond films geacteerd:
- The Spy Who Loved Me (1977) – Admiraal Hargreaves
- Octopussy (1983) – M
- A View to a Kill (1985) – M
- The Living Daylights (1987) – M
- Licence to Kill (1989) – M

Ander werk:
- The Third Man (1949) – onvermeld
- Out of True (1951) - Dr. Dale
- Derby Day (1952)
- Time Gentlemen, Please! (1952)
- Ivanhoe (1952) - onvermeld
- The Dark Avenger (1955) - Eerste Franse ridder
- A Hill in Korea (1956) – Soldaat O'Brien
- Helen of Troy (1956) - Polydorus
- The Steel Bayonet (1957) - Compagnie sergeant-majoor Gill
- Campbell's Kingdom (1957) - Ben Creasy
- Passport to Shame (1958)
- Ivanhoe (1958 TV serie) - Gurth
- Ben-Hur (1959) – onvermeld
- The Challenge (1960) - Bob Crowther
- The 300 Spartans (1962) - Pentheus
- Billy Budd (1962) – Arnold Talbot
- Mystery Submarine (1963) - Coxswain Drage
- Operation Crossbow (1965) - Vliegcommandant
- One Million Years B.C. (1966) – Akhoba
- Demons of the Mind (1972) - Fischinger
- Mohammad, Messenger of God (1976) – Utba
- Lion of the Desert (1980) - Al Fadeel